# Janez Jurij Pilgram
Janez Jurij Pilgram, trgovec in ljubljanski župan, * 1717 (Koroška), † september 1781, Ljubljana.
Pilgram je bil eden najbogatejših ljubljanskih trgovcev svojega časa. Županoval je med letoma 1771 in 1774.